# Queen Mary 2
RMS Queen Mary 2, også benævnt QM2, er pt. verdens fjerdestørste krydstogtskibsklasse og verdens syvendestørste passagerskib. Det startede på sin jomfrurejse i Southampton den 12. januar 2004. Rederiet Cunard Line byggede det som efterfølger til et tidligere skib med samme navn, Queen Mary, som i sin tid også var et af verdens største passagerskibe og sejlede over Atlanterhavet i perioden 1936 til 1967.
Queen Mary 2 var ved søsætningen verdens største skib, men blev i maj 2006 overgået af Freedom of the Seas fra rederiet Royal Caribbean International, som i 2009 blev overgået af Oasis of the Seas. Queen Mary 2 har blandt andet 15 restauranter, fem svømmebassiner, et casino, et kæmpe dansegulv og et planetarium om bord. Queen Mary 2 er flagskibet hos Cunard-rederiet og gennemfører regelmæssige transatlantiske overfarter. Skibet konstrueredes med det formål at erstatte Queen Elizabeth 2 (QE2), som var rederiets flagskib fra 1969 til 2004. 
Egentlig hedder skibene RMS Queen Mary, Queen Elisabeth osv., hvor RMS står for "Royal Mail Steamer" (Kongelig postdamper), hvilket nu betyder "Royal Mail Ship (Kongeligt postskib). De nye passagerskibe bruger ikke mere damp som fremdriftsmiddel men anvender moderne gasturbiner og dieselgeneratorer, som producerer tilstrækkelig kraft til de fire elektriske motorer, der får skibets fire skruer til at dreje rundt. Samtidig er Queen Mary 2 et transatlantisk passagerskib, dvs. et krydstogtskib der er designet og udrustet til krydstogter mellem Amerika og Europa (evt. Afrika).

## Design og indretning
Skibets redningsbåde er placeret højere end det almindeligvis ville være tilfældet på et stort krydstogtskib. Ifølge skibets konstruktører er den høje placering nødvendig, fordi skibet på sin rejse over Atlanterhavet skal kunne modstå ganske høje bølger. Derfor er der givet dispensation til at placere båddækket på det der svarer til 9.-dæks højde. To-tallet i Queen Mary 2 indikerer, at navnet skal udtales "Queen Mary to" og ikke "Queen Mary den anden". Det skyldes, at skibet er det andet Cunard-skib, der bærer navnet Queen Mary. Der er således ikke tale om "den anden dronning med navnet Mary". 